# Видфорс, Нильс
Нильс Видфорс (швед. Nils Widforss; 30 ноября 1880, Стокгольм — 2 мая 1960, Стокгольм) — шведский гимнаст, чемпион летних Олимпийских игр 1908 года.
На Играх 1908 года в Лондоне Видфорс участвовал только в командном первенстве, в котором его сборная заняла первое место.